# Magdalena Gwizdoń
Magdalena Gwizdoń (* 4. August 1979 in Cieszyn) ist eine polnische Biathletin.

## Karriere
Die von Stanislaw Kepka trainierte und für den BLKS Żywiec startende Magdalena Gwizdon debütierte 1995 beim Weltcup-Saisonauftakt in Östersund. 1999 lief sie bei der Verfolgung während des Weltcups in Oberhof erstmals in die Top 10. In ihrer bisher besten Saison 2004/05 kam sie je einmal auf einen zweiten (Sprint) und dritten (Einzel) Platz. Ihren größten Erfolg feierte sie am 1. Dezember 2006 beim ersten Sprint der Saison in Östersund, wo sie ihren ersten Weltcup gewann.
Seit 1999 nahm Gwizdon an mehreren Weltmeisterschaften teil, konnte sich in Einzelrennen jedoch lange nicht besser als auf einem 13. Rang (Einzel, Holmenkollen 2000) platzieren. Erst während der Biathlon-Weltmeisterschaften 2008 in Antholz kam sie als Siebte im Sprint erstmals unter die besten Zehn. Bei den Olympischen Winterspielen 2006 in Turin startete sie in allen fünf Rennen. Ihre beste Platzierung war ein sechster Platz mit der Staffel. In Einzelrennen belegte sie den 20. Platz. Magdalena Gwizdoń nahm auch an den Olympischen Winterspielen 2010 teil. Ihr bestes Resultat war der 31. Platz in der Verfolgung. Mit der Staffel belegte sie Rang 12.

## Statistiken

### Weltcupsiege
| Datum            | Ort       | Land     | Disziplin |
| ---------------- | --------- | -------- | --------- |
| 1. Dezember 2006 | Östersund | Schweden | Sprint    |
| 9. März 2013     | Sotschi   | Russland | Sprint    |

### Weltcupplatzierungen
Die Tabelle zeigt alle Platzierungen (je nach Austragungsjahr einschließlich Olympische Spiele und Weltmeisterschaften).
- 1.–3. Platz: Anzahl der Podiumsplatzierungen
- Top 10: Anzahl der Platzierungen unter den ersten zehn (einschließlich Podium)
- Punkteränge: Anzahl der Platzierungen innerhalb der Punkteränge (einschließlich Podium und Top 10)
- Starts: Anzahl gelaufener Rennen in der jeweiligen Disziplin
- Staffel: inklusive Mixed- und Single-Mixed-Staffeln

| Platzierung          | Einzel | Sprint | Verfolgung | Massenstart | Staffel | Gesamt |
| -------------------- | ------ | ------ | ---------- | ----------- | ------- | ------ |
| 1. Platz             |        | 2      |            |             |         | 2      |
| 2. Platz             |        | 2      |            |             |         | 2      |
| 3. Platz             | 1      |        | 1          |             | 2       | 4      |
| Top 10               | 3      | 15     | 4          | 3           | 45      | 70     |
| Punkteränge          | 20     | 80     | 64         | 36          | 76      | 276    |
| Starts               | 54     | 147    | 100        | 36          | 76      | 413    |
| Stand: 22. März 2015 |        |        |            |             |         |        |

### Olympische Winterspiele
Ergebnisse bei Olympischen Winterspielen:
|                                             | Einzelwettbewerbe | Einzelwettbewerbe | Einzelwettbewerbe | Einzelwettbewerbe | Staffelwettbewerbe | Staffelwettbewerbe |
| Sprint                                      | Verfolgung        | Einzel            | Massenstart       | Damenstaffel      | Mixedstaffel       |                    |
| ------------------------------------------- | ----------------- | ----------------- | ----------------- | ----------------- | ------------------ | ------------------ |
| Olympische Winterspiele 2006 \| Turin       | 20.               | 21.               | 33.               | 29.               | 7.                 |                    |
| Olympische Winterspiele 2010 \| Vancouver   | 35.               | 31.               | 59.               | –                 | 12.                |                    |
| Olympische Winterspiele 2014 \| Sotschi     | 40.               | 38.               | 32.               | –                 | 10.                | 13.                |
| Olympische Winterspiele 2018 \| Pyeongchang | 56.               | 49.               | 83.               | –                 | 7.                 | 16.                |

## Weblink
- Magdalena Gwizdoń in der Datenbank der IBU (englisch)

| Personendaten    | Personendaten        |
| ---------------- | -------------------- |
| NAME             | Gwizdoń, Magdalena   |
| ALTERNATIVNAMEN  | Gwizdon, Magdalena   |
| KURZBESCHREIBUNG | polnische Biathletin |
| GEBURTSDATUM     | 4. August 1979       |
| GEBURTSORT       | Cieszyn, Polen       |